# 郑东铉 (演员)
鄭東鉉（韓語：정동현，1988年1月9日—），男，韩国演员。
鄭東鉉于世宗大学电影艺术系毕业。曾经加入Kakao娛樂公司，参演《籃球》，后转入STARSHIP娛樂公司。

## 出演作品

### 电视剧
- 《籃球》（tvN，2013年）- 饰演闵治护
- 《江谷故事》（SBS，2014年）- 饰演梁正秀

### 音乐录影带
- Girl's Day - 《期待》（2013年）
- Hot Issue - 《Ain't Nobody》（2014年）